# Britta Heidemann
Britta Heidemann, född 22 december 1982 i Köln, är en tysk idrottare som tävlar i fäktning. Hennes största meriter är en olympisk guldmedalj i Peking 2008 och en silvermedalj i London 2012.
Heidemann började jämförelsevis sent med fäktning. Tidigare var hon aktiv som friidrottare och simmare. Hon tävlade i början med florett och bytte senare till värja. Heidemann deltog vid de olympiska sommarspelen 2004 i Aten och vann tillsammans med Claudia Bokel och Imke Duplitzer en silvermedalj i lagtävlingen (värja). 2008 i Peking vann hon singeltävlingen med värja och 2012 i London fick hon en silvermedalj i samma idrottsgren.
Heidemann bodde flera månader i Kina och talar kinesiska flytande. Hon var med i kinesisk TV och är i Kina bredvid Dirk Nowitzki och Timo Boll en av de mest kända aktiva tyska idrottarna.